# Ернесто Маскерони
Ернесто Маскерони (на испански: Ernesto Mascheroni) е уругвайски футболист, защитник.

## Кариера
Ернесто Маскерони е роден в семейство на италиански мигранти. Започва да играе футбол в Бела Виста, но е на върха на славата през 1930 г. Тогава започва да играе за националния отбор на Уругвай. От 1930 до 1940 г. той изиграва 13 мача за „урусите“. През 1930 г. става световен шампион. По това време, Маскерони играе за отбора на Олимпия от Монтевидео (по-късно се обединява с Капуро в Ривър Плейт Монтевидео), но скоро след това преминава в Пенярол. Четирикратен шампион на Уругвай.
През 1934 г. Маскерони заминава за Италия, където играе за Амброзиана-Интер до 1936 г. През 1935 г. той играе 2 мача за италианския национален отбор. След завръщането си в Уругвай, Ернесто Маскерони отново играе за Пенярол.
Ернесто Маскерони умира през 1984 г., когато е последният жив представител на отбора на Уругвай, спечелил първото световно първенство през 1930 г.

## Отличия

### Отборни
Пенярол
- Примера дивисион де Уругвай: 1932, 1936, 1937, 1938

### Международни
Уругвай
- Световно първенство по футбол: 1930

Италия
- Купа на Централна Европа по футбол: 1933/35